# 山崎雅弘
山崎 雅弘（やまざき まさひろ、1967年 - ）は、日本の文筆家。戦史・紛争史研究家。

## 来歴
大阪府東大阪市出身。既婚。ボード・ウォー・シミュレーションゲーム関連では、1989年に最初にデザインした『バルバロッサの場合』がホビージャパン社発行のゲーム雑誌『タクテクス誌』主催のオリジナル・ゲーム・コンテストで入賞し、同誌第65号に付録ゲームとして収録された。1992年、『Stalingrad Pocket』（The Gamers）でチャールズロバーツ賞（ウォーゲーム部門最優秀ゲーム賞）をディーン・N・エスイグとの共同で受賞した。
1994年、2人の仲間とシミュレーション・ゲーム同人誌『シックス・アングルズ』を創刊。1996年、国際通信社でシミュレーション・ゲーム専門誌『コマンドマガジン日本版』の編集業務に携わる。1999年から『歴史群像』の近現代史関連の記事を毎号寄稿。
2019年、竹田恒泰をその著書を根拠に「差別主義者」と指摘した事について竹田から名誉毀損で提訴されたが、2021年に「公正な論評」として竹田の訴えは棄却。竹田は判決を不服として控訴、上告したが2022年4月、不受理・上告棄却（三行決定）に終わった 。

## 活動
- グラフィックデザイン

2000年から2006年にかけて、米国のOSG社やサンセット・ゲームズ社などから出版のボードゲームの外箱や駒などをデザインしていた。
- シミュレーションゲーム
  - 『バルバロッサの場合』タクテクスNo.65[8] - 1989年
  - 『キエフ攻防戦』タクテクスNo.75 - 1990年
  - 『ハリコフ大戦車戦』翔企画 - 1991年
  - 『Zitadelle: Duel for Kursk』米国3W社 - 1991年
  - 『ツィタデレ作戦』Command Magazine 別冊第4号 - 1996年
  - 『Stalingrad Pocket』米国The Gamers社[注釈 1] - 1992年
  - 『スターリングラード・ポケット』Command Magazine 別冊第5号 - 1997年
  - 『War for the Motherland』米国FGA社 - 1992年
  - 『奉天会戦』Command Magazine第16号 - 1997年
  - 『Army Group Center』米国3W社 - 1993年
  - 『Crimean Shield』米国3W社 - 1993年
  - 『Goetterdaemmerung: Fall of Berlin 1945』米国Clitical Hit社 - 2001年

## 著書
- 『中東戦争全史』（学研パブリッシング、2001年）のち『［新版］中東戦争全史』朝日文庫、2016年
- 『現代紛争史』（学研パブリッシング、2001年）
- 『歴史で読み解くアメリカの戦争』（学研パブリッシング、2004年）
- 『完全分析 独ソ戦史』（学研パブリッシング、2007年）のち『［新版］独ソ戦史』朝日文庫、2016年
- 『詳解 西部戦線全史』（学研パブリッシング、2008年）のち『［新版］西部戦線全史』朝日文庫、2018年
- 『図解でわかる11大近代戦』（PHP研究所、2008年）
- 『ドイツ軍名将列伝』（学研パブリッシング、2009年）
- 『ロンメル戦記』（学研パブリッシング、2009年）
- 『ポーランド電撃戦』（学研パブリッシング、2010年）
- 『宿命の「バルバロッサ作戦」』（学研パブリッシング、2011年）
- 『世界は「太平洋戦争」とどう向き合ったか』（学研パブリッシング、2012年）
- 『クルスク大戦車戦』（潮書房光人社、2014年）
- 『戦前回帰 ―「大日本病」の再発―』（学研教育出版、2015年）のち『［増補版］戦前回帰　「大日本病」の再発』朝日文庫、2018年
- 『日本会議 戦前回帰への情念』（集英社新書、2016年）
- 『5つの戦争から読み解く日本の近現代史』（ダイヤモンド社、2016年）
- 『「天皇機関説」事件』（集英社新書、2017年）
- 『1937年の日本人』（朝日新聞出版、2018年）
- 『歴史戦と思想戦 ―歴史問題の読み解き方―』（集英社新書、2019年）
- 『沈黙の子どもたち ―軍はなぜ市民を大量殺害したか―』（晶文社、2019年）
- 『中国共産党と人民解放軍』（朝日新書、2019年）
- 『東西冷戦史(一) 二つに分断された世界』（アルタープレス、2019年）
- 『独ソ戦のすべて』（監修、宝島社、2020年）
- 『第二次世界大戦秘史』（朝日新書、2022年）
- 『未完の敗戦』（集英社新書、2022年）
- 『太平洋戦争秘史』（朝日新書、2022年）
- 『ある裁判の戦記 竹田恒泰との811日間の戦い』（かもがわ出版、2023年）
- 『底が抜けた国 ―自浄能力を失った日本は再生できるのか?―』（朝日新書、2024年）

## 出演
- 大竹まこと ゴールデンラジオ!（文化放送）
- デモクラシータイムス（YouTube）
- Arc Times（YouTube）